# Kevin Parker
Pour les articles homonymes, voir Parker.
Kevin Richard Parker, né le 20 janvier 1986 à Sydney (Australie), est un auteur-compositeur-interprète, musicien multi-instrumentiste et producteur australien.
Il est principalement connu pour son projet musical Tame Impala pour lequel il écrit, produit et enregistre la musique. À travers ce projet, il a publié quatre albums : Innerspeaker (2010), Lonerism (2012), Currents (2015) et The Slow Rush (2020). Pour son travail, il a remporté 13 ARIA Music Awards, deux APRA Awards et un Brit Award. Il a été nommé à quatre reprises aux Grammy.
En parallèle de son travail pour Tame Impala, Kevin Parker a été le batteur du groupe Pond de 2009 à 2011. Il y a produit les albums studio Beard, Wives, Denim (en) (2012), Hobo Rocket (en) (2013), Man, It Feels Like Space Again (en) (2015), The Weather (en) (2017) et Tasmania (en) (2019). En tant que producteur, Parker a collaboré avec des artistes tels que Mark Ronson, Lady Gaga, Rihanna, Kanye West, Dua Lipa, Gorillaz, Travis Scott, Melody's Echo Chamber, The Flaming Lips et Justice.

## Biographie

### Jeunesse et premiers pas dans la musique
Kevin Parker naît à Sydney, mais passe la majorité de sa vie à Perth, dans l'ouest de l'Australie. Le père de Parker, Jerry, est zimbabwéen et sa mère, Rosalind, est sud-africaine. Ils se séparent puis divorcent quand il est âgé de trois ans. À partir de ses douze ans, il vit avec son père, sa belle-mère Rhonda et son frère Stephen à Cottesloe, tandis que son demi-frère paternel Stuart réside à Brisbane, dans le Queensland. Il a également une demi-sœur plus jeune, Helen, née du second mariage de sa mère.
Parker développe très rapidement une passion pour la musique. Son père « jouait beaucoup de musique comme loisir » et a été responsable « d'une grande partie de [son] éducation musicale ». Sa première expérience instrumentale survient lorsqu'il accompagne son père à la guitare. D'après son Kevin, « j'ai appris la guitare en jouant de la guitare rythmique derrière la guitare principale de mon père jouant du Shadows. [Mon père] voulait jouer les riffs des Shadows, parce qu'il adorait Hank B. Martin, et voulait que je joue les accords en fond ». Le père de Parker jouait également des chansons des Beatles, des Beach Boys et de Supertramp dans un cover band, duquel Kevin croit « tenir [son] amour de la mélodie ». Il se souvient également de s'être « amusé en chantant aux côtés des bruits de l'aspirateur quand [sa] mère faisait le ménage ». Le père de Parker lui a plus tard acheté sa première guitare.
À onze ans, Parker s'est intéressé à la batterie, tout comme son frère, faisant par la suite une « musique excessivement mélodique d'environ 12 ans à 15 ans », qui était « vraiment étrange et répétitive et presque sans genre musical », enregistrant sa performance et en y superposant sa guitare et d'autres instruments dans une perspective d'expérimentation de la lo-fi. À ce sujet, Parker déclare : « J'ai toujours enregistré de la musique. Quand j'avais douze ans, j'ai pris l'habitude de mettre en place deux magnétophones et de m'enregistrer sur plusieurs pistes. D'abord, j'enregistrais un rythme sur la batterie, puis, je jouais la bande et enregistrais par dessus les claviers ; enfin je rejouais cette nouvelle bande et jouais par dessus de la basse. J'ajoutais sans cesse des instruments. J'ai fait ça pendant un certain temps jusqu'à ce que mon père m'achète un appareil à 8 pistes, après quoi j'ai continué à enregistrer de la musique en autodidacte, même si j'étais dans un ou plusieurs groupes en même temps ». Cette passion est devenue une obsession pour Parker qui « faisait juste de la musique en permanence, je ne faisais aucun devoir, je passais simplement chaque nuit dans le garage à enregistrer de la musique ». Parker a obtenu son premier magnétophone à huit pistes à l'âge de seize ans.
À treize ans, Parker rencontre le futur membre de Tame Impala Dominic Simper dans un cours de musique au John XXIII College (en) de Perth, avec lequel il développe une relation musicale. Parker et Simper commencent à jouer des reprises de Rage Against the Machine, Unwritten Law, Sunk Loto (en) et Korn aux côtés de Dan Debuf, qui est maintenant un présentateur radio sur 2Day FM (en),. À l'approche de sa vingtaine, Parker découvre les nombreux artistes de rock psychédélique des années 1960 et 1970, qui ont une grande influence sur son travail. Il déclare : « Je me suis mis à des groupes comme Cream et Jefferson Airplane de manière intensive, et adorais le son de leurs enregistrements. Mes amis écoutaient des groupes comme Brainticket et Demon Fuzz qui m'ont ouvert les yeux à de différentes manières de construire des chansons. Le chant singulier des Beatles s'est vite ancré dans mon esprit et mes enregistrements parce qu'il est si unique, là où les éléments que l'on prend d'autres groupes sont plutôt communs à tous les groupes que l'on écoute ». Il a également dit écouter les Doors, Colour Haze et Black Sabbath, sa principale inspiration provenant des Doors et de Jefferson Airplane.
À sa majorité, Parker « jouait sur la scène d'un pub » et écrivait en même temps des « chansons avec un style très seventies, presque prog-rock, comme celles de Blue Cheer ».
Au début de son adolescence, Parker a eu des phases lors desquelles il se sentait perdu et seul : « Je n'avais pas la vie familiale la plus solide. Je n'avais pas une base solide sur laquelle me reposer, donc je résolvais beaucoup de choses par moi-même. Et j'étais juste perdu. Je me souviens d'avoir pensé, « Tu n'as personne ». Je me souviens qu'une fois, quand j'avais 15 ans ou presque, je me brossais les dents, et j'ai juste fondu en larmes. Je me sentais si seul ». Parker a également ressenti que l'album de 2012 de Tame Impala, intitulé Lonerism, « validait » une bonne partie de ce qu'il avait ressenti à l'adolescence. « Ça contient une forme d'espoir. Peut-être ça en fait son charme. Peut-être que c'est pourquoi c'est si bien fait ».
Parker a par la suite eu un emploi en tant qu'assistant juridique, livrant des documents juridiques à Perth. Pendant ses fonctions, il écrit des chansons dans sa tête pour réduire son ennui. Il finit par quitter le poste.
Le père de Parker l'a toujours averti des dangers de l'industrie musicale. « Mon père m'a toujours prévenu de ne pas faire de la musique ma carrière professionnelle. Il a été assez inquiet et a dit "si tu fais de la musique ton travail, ce qui te mettra de la nourriture dans l'assiette, alors ça ruinera instantanément sa magie, ça ne sera plus mystérieux et amusant, ça sera juste un boulot ». Parker a fait confiance à son père, et est parti à l'université pendant un certain temps, étudiant l'ingénierie. Il déclare : « Je voulais satisfaire mon père quelque part. J'avais aucune idée de ce que je voulais faire, parce que je n'aimais rien d'autre que la musique ». « J'ai détesté ça, et un jour j'ai décidé de me réorienter en astronomie. Je savais que je n'avais pas le niveau, et je voulais juste faire ce qui était le plus amusant ». Pendant un cours d'astronomie, Parker voit un schéma dont il s'inspire pour faire la pochette de l'EP Tame Impala (en). Toutefois, Parker n'a pas abandonné son rêve principal. « J'étais à l'uni, et quelques mois avant l'inscription, j'ai été rappelé à la réalité, je n'allais jamais devenir un musicien professionnel et je devrais alors aller jusqu'au bout de ma carrière d'astronomie. C'est à ce moment que je me suis véritablement mis à mes études. Mais en même temps, je ne pouvais me concentrer sur rien d'autre que sur la musique. C'était comme une maladie. Je ne parvenais pas à écouter un seul mot du prof parce que je pensais juste à ma nouvelle musique ».
Alors qu'il se rendait à son dernier examen d'astronomie, Parker a été contacté par Modular Recordings (en) qui souhaitait signer Tame Impala dans leur label. Après avoir entendu ça, Parker a fait demi-tour et est rentré chez lui pour faire de la musique.
Alors que Kevin enregistrait son premier album, son père est mort d'un cancer qu'il tentait de vaincre depuis un an. La mort de Jerry a eu un effet « massif » sur son fils : « C'était une période bizarre, très confusante, et je ne savais vraiment pas quoi en faire ».

### Carrière
Parker fait partie de la scène musicale de Perth, où il a joué dans différents groupes en complément de son principal projet, Tame Impala. À ce sujet, Parker déclare que « c'est une scène musicale assez restreinte, calme et distincte du reste de l'Australie ». « Tame Impala n’est qu’un fragment de la masse géante de bruit que nous faisons dans ce grand cercle d’amis. Je ne me sens pas mal de faire l'enregistrement moi-même parce que ce n'est pas ce que j'attendus des autres groupes... pour nous, Tame Impala n'est que le projet de Kevin Parker et tout le monde a un projet ».

#### The Dee Dee Drums
En 2005, Parker a monté un groupe dénommé The Dee Dee Dums, qui établit la base du futur Tame Impala. Initialement, il s'agissait d'un duo composé de Kevin Parker et de Luke Epstein, puis les deux musiciens sont rejoints en 2007 par Dominic Simper, qui poursuit ensuite l'aventure avec Tame Impala. The Dee Dee Dums a acquis une certaine renommée locale, atteignant la deuxième place au AmpFest de 2005, et remportant la troisième place plus tard la même année lors de la finale de The Next Big Thing. En octobre 2006, Luke Epstein quitte le groupe pour rejoindre Sugarpuss et est remplacé par le batteur Sam Devenport. Le groupe a plus tard remporté la finale d'Australie-Occidentale de la National Campus Band Competition (en). La vidéo du concert proposé par le groupe (en format duo), provenant de deux concerts différents, est visionnable sur YouTube.
Fin 2007, Kevin Parker renomme le groupe en Tame Impala, et recrute Jay Watson à la batterie, après que Sam Devenport a quitté le groupe pour tenter une carrière d'acteur.
Avant qu'il ne rejoigne le groupe, Watson avait déjà « vu [The Dee Dee Dums] plusieurs fois et j'étais ce petit fan boy de 17 ans qui s'ambiançait à leurs concerts... Je savais que c'était un groupe incroyable. En réalité, c'était mon groupe préféré de Perth. Je crois que j'ai dit une fois à Kevin qu'ils étaient dans mon top 20 des meilleurs groupes de tous les temps ».
Watson rejoint le groupe deux mois avant que Modular Recordings ne les approche. « Deux mois avant ça, personne ne se préoccupait de quand on allait jouer. Dom et Kev avaient joué ensemble pendant des années et on a passé deux bons mois de concerts devant environ sept personnes à notre pub local avant de signer. Et c'étaient les deux meilleurs mois de tous les temps mec ! ».
L'ancien bassiste Nick Allbrook a remarqué un changement dans la musique de Parker et de son groupe : « Il y a eu quelques mois où il y a eu un changement profond dans le style [de Kevin] de l'influence Cream à l'ère Dee Dee Dums, et assez rapidement les musiques sont devenues joyeuses, avec une jolie mélodie et un aspect psychédélique. Et puis il y a eu un changement de nom (pour Tame Impala) et l'arrivée d'un nouveau batteur (Jay Watson) dont le style était plus soigné que celui du précédent batteur ».

#### Tame Impala

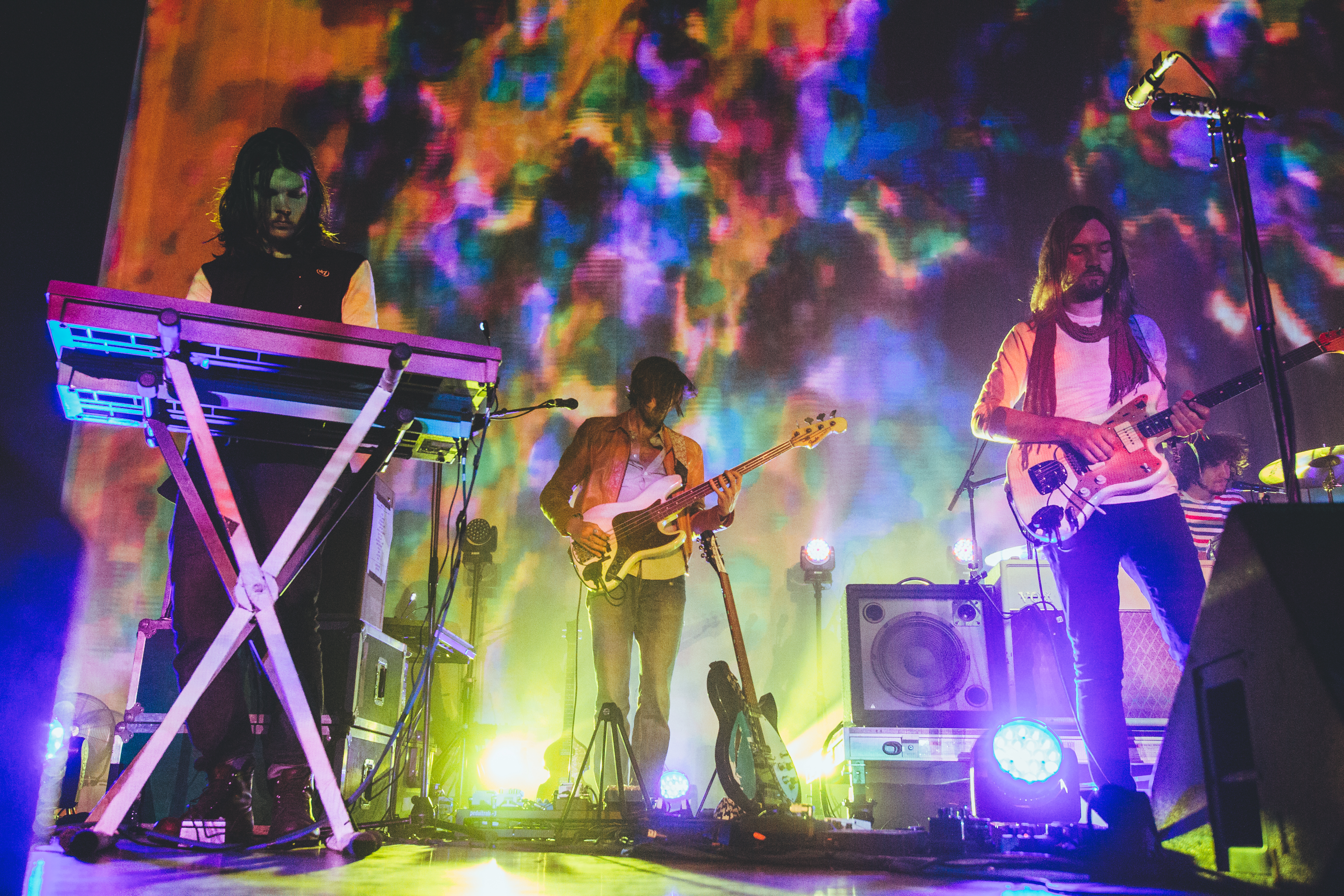
Tame Impala en concert en 2014 (Kevin Parker est à droite).

Tame Impala est le projet de rock psychédélique de Kevin Parker. Il écrit et enregistre presque toute la musique de Tame Impala, et joue de la guitare et chante en concert.
Après avoir envoyé une vingtaine de chansons, dont la plupart ont été diffusées sur YouTube par la suite, que Parker a enregistré à partir de 2003 à plusieurs labels, Tame Impala a décroché un contrat avec Modular Recordings. Après la sortie de leur premier EP en 2008, Parker a annoncé ses intensions artistiques : « La plupart des chansons de l'EP n'étaient jamais destinées à être écoutées par le reste de Perth et encore moins par tout le monde. Elles étaient simplement enregistrées pour ma propre écoute, et éventuellement pour être gravées sur un CD que j'écouterais dans ma voiture et que je donnerais à mes amis. ».
Après une tournée de 2008 à 2009, le premier album de Tame Impala, Innerspeaker, est publié en 2010 et reçoit une critique très positive, recevant un J Awards (en) et un Rolling Stone Award du meilleur album de l'année ainsi que 5 nominations aux ARIA. La capacité de Parker à prendre autant d'éléments du rock psychédélique des années 1960, et à leur donner un aspect distinctement moderne, a permis de créer un son nouveau et original. Parker a également reçu un WAMI Award (en) du meilleur guitariste et un APRA Award du meilleur auteur de chansons de l'année.
Preuve de son éthique de travail, Parker avait déjà commencé à travailler sur le prochain album de Tame Impala, Lonerism, avant même la sortie d'Innerspeaker. Lonerism est sorti le 5 octobre 2012 et a connu un succès aussi important que son prédécesseur, remportant de nombreuses récompenses du meilleur album de l'année, notamment aux NME Awards, aux Rolling Stone Awards et aux Triple J Awards. Lonerism marque un changement dans les inspirations musicales de Parker, avec des synthés et des mélodies plus pop, mais aussi un son plus doux, lumineux et profond. À ce sujet, Parker a déclaré que « [Lonerism] était le genre de musique que je croyais vouloir lors de la réalisation d'Innerspeaker, mais je sentais que ce n'était encore pas de mon niveau. À l'époque où je faisais Innerspeaker, j'avais l'impression que je devais faire un album avec uniquement des guitares et sans synthétiseurs, parce que je pensais que c'était moins risqué pour nous. Mais je sais maintenant que ce n'est pas le cas. » Kevin Parker a remporté deux récompenses aux ARIA Music Awards de 2015, celui du compositeur de l'année et celui du producteur de l'année, pour son travail sur l'album Currents de Tame Impala (sorti en juillet 2015). Le groupe dans son intégralité a quant à lui remporté trois autres récompenses : le meilleur album de l'année, le meilleur groupe de l'année et le meilleur album rock de l'année. Le 30 mars 2019, le groupe a joué en direct dans l'émission télévisée américaine Saturday Night Live. Le 13 avril 2019, Tame Impala s'est produit en tête d'affiche au Coachella Festival. Le 28 juin 2019, le groupe s'est produit en tête d'affiche de l'Other Scene du Glastonbury Festival. Le quatrième album de Tame Impala, The Slow Rush, est sorti le 14 février 2020.

#### Pond
Parker rejoint le groupe Pond en concert en tant que batteur en fin 2009, après avoir été recruté par les autres membres de Tame Impala, Jay Watson et Nick Allbrook. Parker participe ensuite aux enregistrements en studio à la batterie et produit l'album Beard, Wives, Denim (en), apportant sa sonorité personnelle à l'album. Cameron Avery remplace Kevin Parker en concert lors de la tournée du groupe de 2012. Pendant ce temps, Parker mettait la touche finale au deuxième album de Tame Impala, Lonerism. Le 28 juin 2012, Parker a rejoint Pond pour un concert unique avec le leader de Can, Damo Suzuki. Suzuki est l'une des idoles musicales de Kevin Parker, avec qui il a joué de la batterie et de la guitare à cette occasion sur scène. Parker a également produit les albums Hobo Rocket, Man It Feels Like Space Again, The Weather et Tasmania du groupe.

#### Mink Mussel Creek
En 2005, Kevin Parker et d'autres musiciens, dont Nick Allbrook et Shiny Joe Ryan, ont monté Mink Mussel Creek. Au départ, Parker était le guitariste du groupe et Sam Devenport était le batteur. Après le départ de Devenport en 2007, Parker a pris sa place. Les percussions de Parker étaient un grand atout pour le son du groupe, qui a fait de Mink Mussel Creek un groupe de "stoner rock". Mink Mussel Creek s'est rapidement construit une fanbase à Perth et était très apprécié en concert.
En 2008, après avoir reçu une aide gouvernementale de 10 000 dollars australiens, Mink Mussel Creek a enregistré son premier album. Cependant, du à des circonstances indépendantes du groupe, essentiellement un producteur problématique et un équipement d'enregistrement dysfonctionnel, l'album n'a jamais été publié[non neutre]. L'album a ensuite été divulgué sur internet sous le titre Kingdom Tapes, et les membres du groupe sont partis chacun de leur côté pour poursuivre leurs projets musicaux.
En 2011, Mink Mussel Creek s'est reformé ; Parker a joué de la batterie et a produit Mink Mussel Manticore, un album live enregistré sur une semaine entière dans une salle locale de Fremantle, le Norfolk Basement. L'album a par la suite été diffusé sous forme de bracelet USB. En 2015, l'album a été republié en ligne et en format vinyle.

#### Melody's Echo Chamber
En 2012, Parker s'est associée à la chanteuse française et petite amie de l'époque Melody Prochet (en) pour son projet psychédélique dream pop Melody's Echo Chamber. Les deux musiciens se sont rencontrés après que Prochet ait donné à Parker un CD contenant des chansons de son autre groupe, My Bee's Garden. Cela a permis au groupe de faire la première partie de Tame Impala. Leur album collaboratif, Melody's Echo Chamber, est sorti le 2 octobre 2012 et acclamé par la critique. Tim Sendra d'AllMusic l'a qualifié de « début plutôt époustouflant ». Parker y joue de la batterie et de la basse, ainsi qu'un solo de guitare sur le morceau "I Follow You", mettant en avant son son et son style particulier de guitare doublé de la voix envoûtante de Prochet. Il est également le producteur de l'album.

#### Autres projets
Space Lime Peacock était un groupe de funk psychédélique éphémère formé en 2008, qui mettait en vedette Parker dans divers rôles, à la batterie, aux chœurs, à la guitare et à la basse. Space Lime Peacock était aussi composé de Jay Watson et Nick Allbrook de Tame Impala. Un album de démos a été enregistré, mais jamais publié officiellement. Il a été ensuite divulgué sur Internet. Les sons de guitare évolutifs et particuliers de Parker se retrouvent encore une fois sur ces démos.
Parker a collaboré avec le duo de musique électronique australien Canyons à plusieurs reprises. Canyons a remixé de nombreuses chansons de Tame Impala et, en 2011, Parker a rendu la pareille en chantant sur les chansons Tonight et When I See You Again de leur album Keep Your Dreams. Sur le clip de "When I See You Again", Kevin Parker est déguisé d'une barbe, et dédoublé à plusieurs reprises sur un escalier.
Dans une interview, Parker est revenu sur la naissance de la relation musicale qu'il a développée avec Canyons : « Ils dirigeaient un label dont Tame Impala faisait en quelques sorte partie. Nous avons sorti un vinyle 12" avec eux une fois, d'un côté il y avait trois chansons de Tame Impala et de l'autre c'était les trois mêmes chansons remixées par Canyons et c'était vraiment cool, c'était une relation vraiment décontractée. Nous avons toujours parlé de sortir des choses mais nous n'y sommes jamais parvenus parce que j'allais juste chez eux pour parler de musique pendant un moment. Nous n'avons donc jamais rien fait ensemble jusqu'à ce que [Tame Impala] signe avec Modular, puis nous sommes revenus et avons fait des trucs avec les Canyons ».
En 2013, Parker a collaboré avec le duo de musique techno français Discodeine pour leur morceau Aydin, issu de leur EP homonyme. Parker est celui qui chante sur le morceau. La même année, Parker a révélé qu'il avait formé un nouveau projet musical avec le batteur français (et batteur en concert pour Tame Impala) Julien Barbagallo, intitulé Relation Longue Distance. Après avoir joué quelques petits concerts en France, le groupe n'exclut pas de sortir un jour un album.
Parker et Cam Avery forment le groupe de funk/space rock psychédélique Kevin Spacey (nom composé du prénom de Parker et du premier mot de space rock) le 22 juillet 2013. Kevin Parker est à la batterie, Avery à la basse et son ami musicien de Perth, Cam Parkin, aux synthétiseurs. Le groupe a été formé à l'origine pour collecter des fonds pour une autre musicienne et amie vivant à Perth, Felicity Groom, qui s'était fait voler sa voiture. Leur set comprenait cinq jams, Groom les rejoignant au chant pour l'un d'entre eux. Kevin Spacey a joué son deuxième concert sous le nom The Golden Triangle Municipal Funk Band le 21 décembre 2013, où une nouvelle chanson a été jouée (plus tard dénommée "Daffodils") avec Parker à la batterie et Ben Witt, l'ancien leader du groupe The Chemist, à la guitare. Le groupe a une troisième fois changé de nom pour AAA Aardvark Getdown Services. Le dernier concert du groupe date du 22 février 2014, organisé par le label local Spinning Top, aux côtés d'autres artistes de Perth dont Pond, The Silents, Felicity Groom et Peter Bibby.
Parker a également mixé l'EP éponyme ainsi que le premier album du groupe de rock psychédélique français Moodoïd intitulé Le Monde Möö. Moodoïd est le projet musical de Pablo Padovani, le guitariste live de Melody's Echo Chamber.
Parker a collaboré avec Mark Ronson pour les morceaux Summer Breaking, Daffodils et Leaving Los Feliz sur l'album Uptown Special de Ronson. Daffodils a été créé le 11 novembre 2013, majoritairement écrit par Parker et repris par son groupe funk/disco AAA Aardvark Getdown Services entre fin 2013 et début 2014,.
Parker a produit le premier album du septuor hip hop/nu jazz de Perth Koi Child, dont le premier single Slow One est sorti le 11 novembre 2014. Parker les a découverts lorsque "deux groupes locaux - le trio hip-hop électronique Child's Play et le quatuor nu-jazz Kashikoi - ont décidé de se réunir pour une soirée de jam expérimentale au X-wray Cafe de Fremantle", en présence de Parker. Ce concert a valu à Koi Child la possibilité de jouer en première partie de Tame Impala à Rottnest Island.
En 2016, Parker a remixé la chanson Waves du chanteur Miguel sur l'EP du chanteur intitulé Rogue Waves. Il a également fait un remix du morceau "Longue la nuit" de son ami et partenaire musical Julien Barbagallo.
Parker a également travaillé avec Lady Gaga sur son album Joanne. Le premier single, Perfect Illusion, est une collaboration entre Kevin Parker, Lady Gaga, Mark Ronson et BloodPop.
Kevin Parker a également publié un single intitulé Journey To the Real World pour le film Barbie.
Tame Impala a 24,4 millions d'auditeurs mensuels sur Spotify, et leur chanson la plus écoutée, The Less I Know the Better, comptabilise plus d'un milliard d'écoutes.

## Sonorités
La musique de Parker est très largement inspirée par le rock psychédélique,, la pop psychédélique, et le néo-psychédélique, et réalisée grâce à plusieurs méthodes de production.